# استان نیژنی نووگورود

استان نیژنی نووگورود در نقشهٔ روسیه.

استان نیژنی نووگورود (به روسی: Нижегоро́дская о́бласть، تلفظ: نیژِگُرُدسکایا اُبلاست) یکی از واحدهای فدرالی کشور روسیه است. مرکز آن شهر نیژنی نووگورود است.
شهر نیژنی نووگورود ۱٫۳ میلیون جمعیت دارد و چهارمین شهر بزرگ روسیه پس از مسکو، سن پترزبورگ و نووسیبیرسک است.
رودخانه ولگا از منطقه نیژنی نووگورود می‌گذرد. دومین شهر بزرگ این استان شهر آرزاماس است. 
بزرگ‌ترین و "مقدس‌ترین" صومعه روسیه یعنی دیویوو در شهر ساروف این استان قرار دارد.
صومعه ماکاریف که روبروی شهر لیسکووو قرار دارد مدت‌ها محل برگزاری بزرگ‌ترین نمایشگاه اروپا بود.
دیگر شهرهای تاریخی این استان عبارت‌اند از گورودتس و بالاخنا که در کرانه رود ولگا قرار گرفته‌اند.